# Palos Verdes
Palos Verdes ist eine etwa 100 km² große Halbinsel im Los Angeles County südlich von Los Angeles, Kalifornien (South Bay Area). Sie markiert das südliche Ende der Bucht von Santa Monica.
Da im Ballungsraum von Los Angeles liegend, ist Palos Verdes weitgehend mit aus Einfamilienhäusern bestehenden Wohnsiedlungen bebaut. Auf ihr befinden sich die Vorstädte Palos Verdes Estates, Rancho Palos Verdes, Rolling Hills, Rolling Hills Estates sowie am östlichen Rand der südlichste Stadtteil von Los Angeles, San Pedro. Das ergibt insgesamt etwa 70.000 Einwohner.
Aufgrund der erhöhten Lage der Halbinsel bietet Palos Verdes einen guten Ausblick auf den Pazifik und ist daher sowohl als Wohngegend als auch unter Tagesausflüglern sehr beliebt. Auf Palos Verdes befinden sich heute zwei Golfplätze, und die Küste ist beliebt bei Wassersportlern, besonders Surfern.

## Geografie
An die auf Palos Verdes befindlichen Städte grenzen im Norden die Vorstädte von Los Angeles Torrance und Lomita an. Östlich markiert der südliche Ausläufer der Stadt Los Angeles die Grenze. Südlich, westlich und nordwestlich ist Palos Verdes vom Pazifischen Ozean begrenzt, der nördlich und nordwestlich die Bucht von Santa Monica bildet.

## Geschichte
Palos Verdes war ursprünglich vom Indianerstamm der Tongva bevölkert. Sie wurden 1542 vom portugiesischen Entdecker Juan Cabrillo entdeckt und beschrieben. Später gehörte das Land zu Spanien. 1784 wurde Palos Verdes Teil der 305 km² großen Rancho San Pedro, die sich von Palos Verdes nördlich und östlich ausdehnte und die der spanische Soldat Juan Jose Dominguez vom spanischen Königreich überschrieben bekam. Don Jose Dolores Sepulveda, der ebenfalls Grund in dieser Region besaß, erwarb 1827 einen großen Teil der Rancho San Pedro, die ungefähr der Halbinsel Palos Verdes entspricht. Er nannte dieses Gebiet Rancho de los Palos Verdes (Ranch/Weide der grünen Bäume). Nach weiteren Besitzerwechseln ging das Land gegen Ende des 19. Jahrhunderts an Investoren aus New York, die auf der Halbinsel Pferdefarmen und Wohnsiedlungen errichteten. Palos Verdes Estates war die erste Stadt, die hier gegründet wurde. Sie war auch eine der ersten im Raum Los Angeles, die vollständig am Zeichenbrett entworfen wurde (Planstadt).

## Persönlichkeiten
- Rick Griffin (1944–1991), Künstler und Comic-Zeichner
- Sable Starr (1957–2009), „Baby-Groupie“ der 1970er Jahre
- Tracy Austin (* 1962), Tennisspielerin
- Lindsay Davenport (* 1976), Tennisspielerin